# Tlalchitonatiuh
Tlalchitonatiuh var en gryningssgud hos indianerna i Mexiko. 